# Stand-up meeting

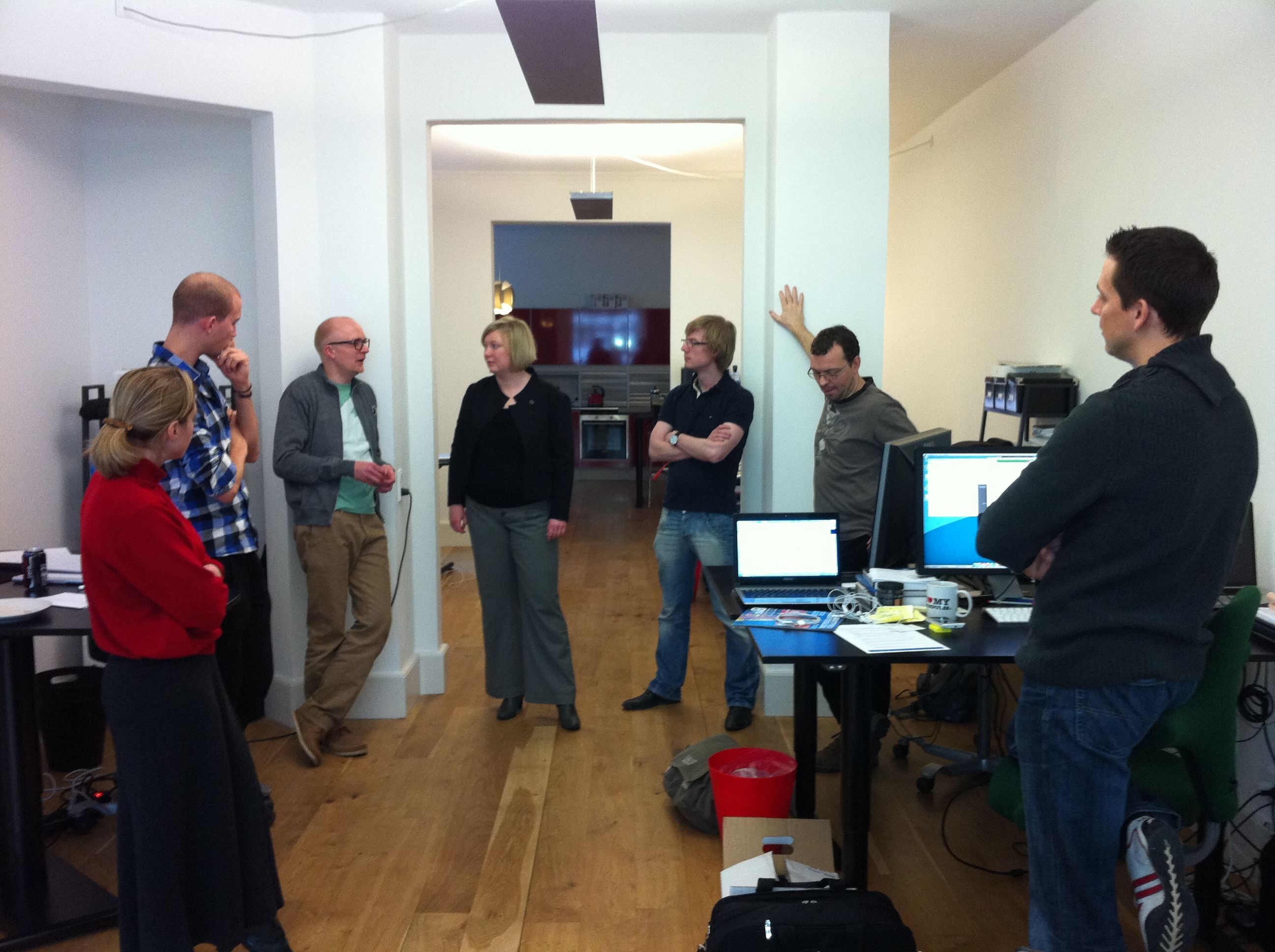
Egy stand-up a számítógépteremben

A stand-up meeting (egyszerűbben „stand-up”) olyan gyűlés, amelynek a résztvevői állva beszélgetnek. Az állás okozta kényelmetlenség azt a célt szolgálja, hogy a megbeszélések rövidek legyenek.

## Kiemelkedő példák
Hagyományosan a brit királyi Államtanács találkozói állva történnek.

## Szoftverfejlesztés
Számos szoftverfejlesztési eljárás napi csapatmegbeszéléseket foglal magában. A napi gyűlések lehetővé teszik a fejlesztők számára, hogy időben tudomást szerezzenek a változtatásokról, az elvárásban való változásokról, illetve segít a koordinációban. A stand-up meetingek kifejezett értéket képviselnek az agilis szoftverfejlesztésben, akár a scrum vagy kanban.
A gyűlések ideje tipikusan nem lépi át az 5-15 percet, illetve állva zajlanak, ezzel is elősegítve, hogy rövidek és lényegretörők legyen.
A stand-up gyűlések általában minden nap ugyanazon a helyen és időben zajlanak le. A csapat minden tagjának indokolt a részvétele, azonban akkor sem halasztják el a gyűlést, ha nincs mindenki jelen. Az egyik legmeghatározóbb szerepe a gyűlésnek a kommunikáció elősegítése a csapattagok között, illetve a menedzsment információközlése a csapat számára. A gyűlés felépítése azt a célt is szolgálja, hogy elővezessék a témát a következő meetingekre, illetve hogy rámutassanak potenciális problémákra még azok bekövetkezte előtt. A stand-up elősegíti a résztvevők számára, hogy közvetlenebbek, kommunikatívak leegyenek egymással – hatékonyabb információmegosztást tesz lehetővé. A csapattagok egymást követően szólalhatnak fel, néha egyfajta tokennel jelezve ezt a jogot. Minden résztvevő megemlíti a pillanatnyilag elért eredményt, illetve a tervek szerinti előrehaladást a következő időszakban, szükség esetén segítséget kérve kollégáiktól.

## Három kérdés
A scrum-típusú stand-up napi szintű újratervezést tesz lehetővé. Bár nem feltétlenül indokolt erre a három kérdésre limitálni a megbeszélést, a célkitűzés, hogy egy új sprinttervet lehessen elővezetni meghatározott időn belül (kevesebb, mint 15 perc). A csapattagok tömören (maximum egy perc per felszólaló) választ adnak a következő kérdésekre:
1. Mit tettem a múlt napon, ami elősegítette a fejlesztői csapatot elérni a sprint célját?
2. Mit fogok tenni ma, ami elősegíti a fejlesztői csapatot elérni a sprint célját?
3. Látok-e bármilyen akadályt a sprint céljának elérésében?

A kanban-típusú stand-up fókusza:
1. Milyen tényezők hátráltatják a teljesítményem?
2. Miben léptem eddig előre a projektben?

## Fordítás
Ez a szócikk részben vagy egészben  a   Stand-up meeting című angol Wikipédia-szócikk ezen változatának fordításán alapul.  Az eredeti cikk szerkesztőit annak laptörténete sorolja fel. Ez a jelzés csupán a megfogalmazás eredetét és a szerzői jogokat jelzi, nem szolgál a cikkben szereplő információk forrásmegjelöléseként.